# Nanuk
Nanuk ist ein männlicher Vorname.

## Herkunft und Bedeutung
Nanuk stammt aus der Sprache der Inuit und bedeutet Eisbär. Die Inuitmythologie besagt, dass Nanuk der Meister der Bären sei. Er allein entschied über Erfolg oder Misserfolg bei der Bärenjagd.

## Varianten
- Nanoq[3]
- Nanu[3]